# Ralf Bendix
Ralf Bendix, geboren als Karl Heinz Schwab (Dortmund, 16 augustus 1924 – Zwitserland, 1 september 2014) was een Duitse zanger en producer. Hij was vooral bekend van zijn hit Babysitter-Boogie.

## Biografie
Ralf Bendix werd op 16 augustus 1924 als Karl Heinz Schwab geboren in Dortmund. Hij heeft zowel de studie rechten als economie gedaan, die hij financierde door als jazzgitarist op te treden. In 1952 haalde hij zelfs zijn doctorstitel in de economie. Daarnaast was hij directeur van de Düsseldorfse afdeling van luchtvaartmaatschappij Trans World Airlines.
In 1955 won Ralf een talentenjacht en in 1956 brak hij door in Duitsland met de #2-hit Sie hieß Mary-Anne. Hij maakte vooral Duitstalige covers van populaire Italiaanse en Amerikaanse nummers. Zijn Babysitter-Boogie uit 1961 was zijn enige Duitse #1-hit en in Nederland was dit zijn enige hit. Hier kwam het tot #4 in april 1961. Het nummer was een cover van de Amerikaan Buzz Clifford, die het opnam onder de titel Baby sittin' boogie. Bendix nam het nummer samen op met Die Kleine Elisabeth, de dochter van zijn producer Hans Bertram. De bijdrage van Elisabeth bestond louter uit wat gebrabbel, gelach en gehuil.
In 1965 ontdekte hij Heino, die later een van de populairste schlagerzangers in Duitsland zou worden. 20 jaar lang was Ralf ook zijn producer, onder andere ook bij zijn hit La Montanara. De laatste jaren van zijn leefde was hij niet meer actief in de muziekwereld en woonde hij afwisselend in zijn huizen in Monaco, Florida en later ook in Zwitserland. Aldaar overleed hij in 2014 op 90-jarige leeftijd.

## Discografie

### Singles
| Single met hitnotering(en) in oude hitlijsten | Datum van verschijnen | Datum van binnenkomst | Hoogste positie | Aantal maanden | Opmerkingen              | Bron |
| --------------------------------------------- | --------------------- | --------------------- | --------------- | -------------- | ------------------------ | ---- |
| Babysitter-Boogie                             |                       | apr 1961              | 4               | 7M             | met Die Kleine Elisabeth |      |

| Single met hitnotering(en) in de Vlaamse Ultratop 50 | Datum van verschijnen | Datum van binnenkomst | Hoogste positie | Aantal weken | Opmerkingen           |
| ---------------------------------------------------- | --------------------- | --------------------- | --------------- | ------------ | --------------------- |
| Kriminal Tango                                       |                       | apr 1960              | 9               | 2M           | in de Juke Box Top 20 |

## Hits in Duitsland
- 1956 - Sie hieß Mary Ann
- 1956 - Minne Minne Haha
- 1957 - Wo meine Sonne scheint
- 1958 - Buona Sera
- 1958 - At The Hop
- 1958 - Bambina
- 1958 - Come prima
- 1959 - Trinidad
- 1959 - Tschau tschau Bambina
- 1959 - Kriminal-Tango
- 1960 - Venus-Walzer
- 1961 - Weit von Alaska
- 1961 - Babysitter-Boogie
- 1961 - Der rote Tango
- 1962 - Mama, hol' den Hammer
- 1962 - Striptease-Susi
- 1962 - Babysitter Twist
- 1962 - Die große Nummer wird gemacht
- 1963 - Wo ist denn das Kätzchen
- 1963 - Der große Treck nach Idaho ( ring off fire van Johnny Cash )
- 1964 - Schaffe, schaffe Häusle baue
- 1964 - Unser Papa hat kein Geld
- 1967 - Aber du in deinem Himmelbett
- 1976 - Maria Helen

## Speelfilmen
- 1958 - Der lachende Vagabund
- 1959 - Laß mich am Sonntag nicht allein
- 1959 - Haus Vaterland (Tausend Sterne leuchten)
- 1961 - Was macht Papa denn in Italien?
- 1961 - Adieu, Lebewohl, Goodbye

## Televisie
- 1985 - WWF-Club (tv-serie)
- 1970 - Zwischenmahlzeit (tv-serie)
- 1966–1970 - Die Drehscheibe (tv-serie)
- 1970 - Starparade (tv-serie)
- 1969 - Vergißmeinnicht (tv-serie)
- 1967–1974 - Haifischbar (tv-serie)
- 1966 - Ab morgen haben wir Humor (tv-film)
- 1966 - Musik aus Studio B (tv-serie)
- 1966 - Der nächste Urlaub kommt bestimmt (tv-film)
- 1965 - mehrere Auftritte in Einer wird gewinnen (quizserie)
- 1965 - Vom Ersten das Beste (tv-film)
- 1965 - Deutsche Schlagerfestspiele 1965 (tv-film)
- 1965 - Gala 65 (tv-film)
- 1964 - Show hin – Schau her (tv-film)
- 1963 - Strandgeflüster (tv-film)
- 1962 - Deutsche Schlagerfestspiele 1962 (tv-film)

- Gemeinsame Normdatei: 134325788
- International Standard Name Identifier: 0000 0000 5816 675X
- Library of Congress Control Number: no2006062467
- MusicBrainz: 7dc92429-fe02-4cf5-ad06-8b076f6870a3
- Virtual International Authority File: 79578016